# 霍云成
霍云成（1961年7月—），男，吉林舒兰人，中华人民共和国政治人物。硕士研究生学历。

## 生平
1981年9月参加工作。1985年3月加入中国共产党。历任吉林省公安厅外管处处长、治安警察总队总队长、国内安全保卫局副局长，长春市公安局副局长，松原市公安局局长，松原市市长助理，中共白山市委常委、政法委书记，市公安局党委书记、局长、督察长，吉林省人民政府办公厅党组成员、副秘书长。
2018年10月，任新成立的吉林省应急管理厅（吉林省煤矿安全生产监督管理局）党组书记（2020年5月改为党委书记）、厅长（局长）。
2020年8月，吉林省纪委监委发布消息，霍云成涉嫌严重违纪违法，正接受纪律审查和监察调查。2021年4月，吉林省纪委监委决定给予其开除党籍和公职处分；收缴其违纪违法所得；将其涉嫌犯罪问题移送检察机关依法审查起诉，所涉财物随案移送。
2022年1月21日，四平市中级人民法院一审宣判，以受贿罪判处霍云成有期徒刑十一年，并处罚金人民币一百万元；对扣押在案霍云成受贿赃款人民币7424236元依法予以没收，上缴国库；继续追缴剩余赃款人民币4658352元。霍云成当庭表示认罪服判，不上诉。

## 《平安经》事件
2020年7月，由时任吉林省公安厅党委副书记、常务副厅长贺电编写，人民出版社出版的《平安经》一书在网上引起广泛讨论和批评，贺电因此作出深刻检讨，随后被免职。在此之前的2020年5月9日，吉林省应急管理厅官方微信公众号“吉林应急管理”发表题为《拜读“平安经”感言》的文章，称该书为“儒林巨制”，当时的厅长正是霍云成。吉林省纪委监委的双开公报称，霍云成曾违规安排下属购买、宣传《平安经》。